# Capitole des Palaos
Pour les articles homonymes, voir Capitole (homonymie).
Le Capitole des Palaos (en anglais : Capitol of Palau) est un édifice abritant le Congrès national des Palaos. Il est situé à Ngerulmud, lieu-dit de Melekeok, la capitale des Palaos. Sa conception est basée sur celle du Capitole des États-Unis.

## Histoire
L'architecte du bâtiment est l'américain d'Hawaï Joseph Farrell. La planification commence en 1986 suivi de la construction de 1999 à 2006,.

## Description
Le complexe possède trois ailes :
- Le bâtiment législatif (aile centrale) abritant le Congrès national des Palaos ;

- Le bâtiment exécutif (aile ouest) abritant le gouvernement des Palaos (président et cabinet) ;

- Le bâtiment judiciaire (aile est) abritant la Cour suprême de la division d'appel des Palaos.